# Testudo graeca ibera
Sous-espèce
Synonymes
- Testudo ibera Pallas, 1814
- Testudo ibera bicaudalis Venzmer, 1920
- Testudo ibera racovitzai Calinescu, 1931
- Testudo graeca nikolskii Chkhikvadze & Tuniyev, 1986

Testudo graeca ibera est une sous-espèce de tortues de la famille des Testudinidae. En français elle est appelée Tortue grecque, Tortue turque ou Tortue levantine.

## Répartition
Elle se rencontre en Arménie, en Azerbaïdjan, en Bulgarie, en Géorgie, en Grèce, au Kosovo, en Macédoine, en Roumanie, dans le Kraï de Krasnodar en Russie et en Turquie.
Sa présence est incertaine en Albanie. Elle a été introduite en Italie (Basilicate) et en France (Provence).

## Biotope
Cette tortue évolue dans des zones semi-désertiques jusqu’à plus de 1 300 m d'altitude, avec des paysages secs d’herbes, d'arbustes (Quercus coccifera), en bordure de forêt (garrigues, maquis, plaines). Elle jouit généralement du climat méditerranéen avec des étés chauds et secs et des hivers plus frais. À l’est, et plus particulièrement en Géorgie, elle évolue dans les steppes sèches et les pentes de montagne couvertes de buissons, près des forêts, des prés, et des champs cultivés. Le climat est particulièrement varié, allant de modéré à sec, les précipitations annuelles de la Géorgie variant de 400 à 3 500 mm, cependant elle s'acclimate à nos régions en captivité mais la testudo graeca ibera doit hiberner l'hiver.

## Description
Cette tortue a une carapace ovale au bord postérieur en éventail. Le plastron est généralement foncé avec des taches irrégulières, quelquefois en formes de bandes. La tête, le cou et les jambes sont gris foncé. Il arrive très rarement que l’écaille de queue (supracaudale) soit divisée et certains spécimens ont même un « clou de corne » à la queue, possible signe d’hybridation avec des Testudo hermani boetgerii.
La taille et la couleur de ces tortues sont très variables en fonction de leur origine géographique. Les spécimens des Balkans sont de couleur sombre et peuvent mesurer jusqu’à 35 cm. Ceux du sud-ouest de la Turquie, dans les collines d'Antioche et  vers la Syrie (Alep), sont jaune brillant avec des marques plus foncées clairement définies. Les secteurs où évoluent ces tortues sont en général extrêmement chauds pendant l'été, ce qui peut expliquer les différences de couleurs plus claires empêchant une surchauffe de l’animal. Les tortues des altitudes élevées, où les températures sont inférieures, ont une coloration foncée avec des absences partielles de dessins, qui retient plus facilement la chaleur émanant des rayons solaires. De façon occasionnelle, on peut trouver des spécimens entièrement noirs. En ce qui concerne la couleur, quelques populations incluent des individus avec des nuances allant de la coloration normale à très foncée. Ceci peut être dû à l’âge car les juvéniles sont presque toujours plus colorés et brillants que les adultes d’une même population. La taille moyenne des Testudo graeca ibera femelles adultes est d'environ 20 cm, alors que les mâles sont plus petits avec 18 cm. Néanmoins, on peut trouver des femelles allant jusqu’à plus de 30 cm et des mâles avec une longueur supérieure à 23 cm, notamment en baie de Fethiye. Le poids record est de 3,629 kg. Enfin, les spécimens de l’est montrent des dessins moins marqués et ont une longueur d’environ 22 cm qui peut atteindre exceptionnellement 30 cm.

## Comportement
Durant le printemps et l’été, même si tout peut varier en fonction de l'altitude et des conditions météorologiques, l’activité des Testudo greaca ibera commence généralement entre 8h30 et 9h30. Tout ceci dépend bien entendu des conditions atmosphériques. Elles aiment d’abord se faire réchauffer au soleil non loin de leur lieu de repos pour la nuit. Vers 10h30 du matin et par intermittence jusqu'à 19h00 la plupart des tortues s’activent à la recherche de nourriture. Cependant, dans la chaleur de l'été, l'activité de midi est beaucoup réduite. Vers 20h00, les tortues retournent à leur lieu choisi pour passer la nuit qui n’est pas forcément toujours le même. Les jours gris et froids, ceci peut se produire beaucoup plus tôt.

## Régime alimentaire
Testudo greaca ibera se nourrit presque exclusivement de végétaux, notamment de vesces, de pissenlits et de nombreuses espèces de la famille des légumineuses dans son milieu naturel. Les feuilles de salade, les fruits rouges et les légumes sont des friandises pour la tortue grecque. Ils ne doivent pas dépasser 5 % de son alimentation et son régime alimentaire doit être principalement fibreux. Certaines personnes les nourrissent même de croquettes pour chat, mais dans ce cas la carapace de la tortue se ramollit à cause de carences.

## Reproduction
Le mâle se tape contre sa femelle dans la parade nuptiale du début du printemps et les deux individus s'accouplent. Dans le cas où la tortue mâle devient trop violente et blesse ou harcèle la tortue femelle, il vaut mieux séparer les tortues pendant quelque temps. Les femelles pondent une à deux fois par an (entre avril et juillet mais plus particulièrement en mai-juin). Chaque ponte comporte de quatre à huit œufs, toutefois les  femelles les plus grandes peuvent pondre jusqu'à 12 œufs voire plus.
Il faut savoir qu'une tortue peut s'accoupler avec un partenaire d'une population différente de la sienne, mais pour que la descendance soit fertile, il faut que celui-ci soit de la même espèce (sous-espèces Testudo graeca graeca, graeca lamberti, graeca nabeulensis, graeca marokkensis, graeca soussensis...). Dans le cas contraire (hybridation avec T. hermanni boettgeri, T. horsfieldii ou T. marginata qui sont des espèces différentes) la descendance est viable, mais stérile et peut présenter un « clou de corne » caractéristique à la queue.
Les œufs sont plus grands que ceux des Testudo graeca d’Afrique du nord et sont plus ovales que sphériques. Chaque œuf a une taille d’environ 36 mm par 30 mm. Les nouveau-nés apparaissent habituellement aux premières pluies d'automne en août-septembre, et mesurent environ 33 mm de longueur pour un poids d'environ 13 g.

## Hibernation
En octobre-novembre, les adultes et les juvéniles entrent en hibernation. Les tortues creusent des trous sous de grandes roches ou  des arbustes, jusqu’à ce que des températures plus clémentes les réveillent.
Cette hibernation dure de 4 à 7 mois. Cela varie selon régions. Pour favoriser son hibernation on peut creuser un trou de 60 à 100 cm et mettre principalement du terreau et au-dessus des feuilles mortes, de la paille pour faire un effet d'isolation. Cette formule peut aussi être utilisé pour les testudo hermanni, les autres testudo graeca et pourquoi pas les testudo marginata.
Ne jamais les réveiller trop tôt ! Si, pendant leur hibernation, les tortues ont perdu plus de 10 % de leur poids, consultez un vétérinaire.

## Écologie
C’est la Testudo graeca et la tortue méditerranéenne la plus répandue. En Turquie, elle n’est nullement en danger. Ceci peut s’expliquer par le fait que les Turcs, notamment les agriculteurs, ne considèrent pas cet animal comme un être nuisible pour les récoltes, mais comme un porte-bonheur, un signe de fertilité de la terre. Il existe bien une mortalité due au trafic routier qui n’empêche pas la Turquie d’avoir l'une des plus grandes populations des pays méditerranéens, avec des juvéniles et de très vieux animaux. Il semblerait qu’il n’en soit pas de même à l’est où les Testudo graeca ibera seraient plutôt proches de l’extinction. En ce qui concerne la Géorgie Orientale, dans le passé on trouvait des Testudo graeca ibera presque partout le long de la côte de la mer Noire au-delà de Soukhoumi. Maintenant, elle est devenue rare. Elle doit faire face à la pression humaine de culture des terres vierges, d’activités agricoles mécaniques et de moissons non contrôlées.
Un projet de conservation des écosystèmes arides et semi-arides dans le Caucase, accompagné des réserves de Vashlovani, de Saguramo et de Borjomi, serait mis en place.

## Taxinomie
En 1946, Robert Mertens a considéré que Testudo ibera était une sous-espèce de Testudo graeca. Encore aujourd’hui, certains spécialistes confirment l’hypothèse de Mertens en suivant sa classification. Depuis une dizaine d’années, un certain nombre de chercheurs remettent en cause la position de Mertens en arguant que cette étude s’est faite sur la base d’un nombre restreint de spécimens (13 Testudo ibera et 10 T. graeca). De fait, seule une étude moderne basée sur des tests génétiques pourrait clore le sujet.

## Loi et règlementation
Depuis 1984, la Communauté européenne a interdit entièrement l'importation ou n'importe quelle autre forme d'échange des tortues méditerranéennes. Mais ce commerce se poursuit toujours, 25 ans plus tard, par le trafic illégal.
Le taxon Testudo graeca (et toutes ses déclinaisons) est inscrit à  l'annexe II de la Convention de Washington (CITES), et est inscrit comme espèce en voie de disparition dans "Red Book" de l'UICN, et en statut "vulnérable" pour les pays suivants : Albanie, Algérie, Arménie, Azerbaïdjan, Bulgarie, Égypte, France, Géorgie, Grèce, Iran, Irak, Israël, Italie, Jordanie, Liban, Libye, Macédoine, Moldavie, Maroc, Roumanie, Russie, Espagne, Syrie, Tunisie, Turquie, Turkménistan, Ukraine, et ex.Yougoslavie.
Elle est également inscrite à l’annexe A du règlement CE n°338/97 de la Communauté Européenne relatif à la protection des espèces de faune et de flore sauvages par le contrôle de leur commerce.

## Publication originale
- Pallas, 1814 : Zoographia Rosso-Asiatica. III. Animalia Monocardia seu Frigidi Sanguinis Imperii Rosso-Asiatici. Petropolis, Officina Caes. Academiae Scientiarum, p. 1-428.